# Communauté rurale de Diembéring

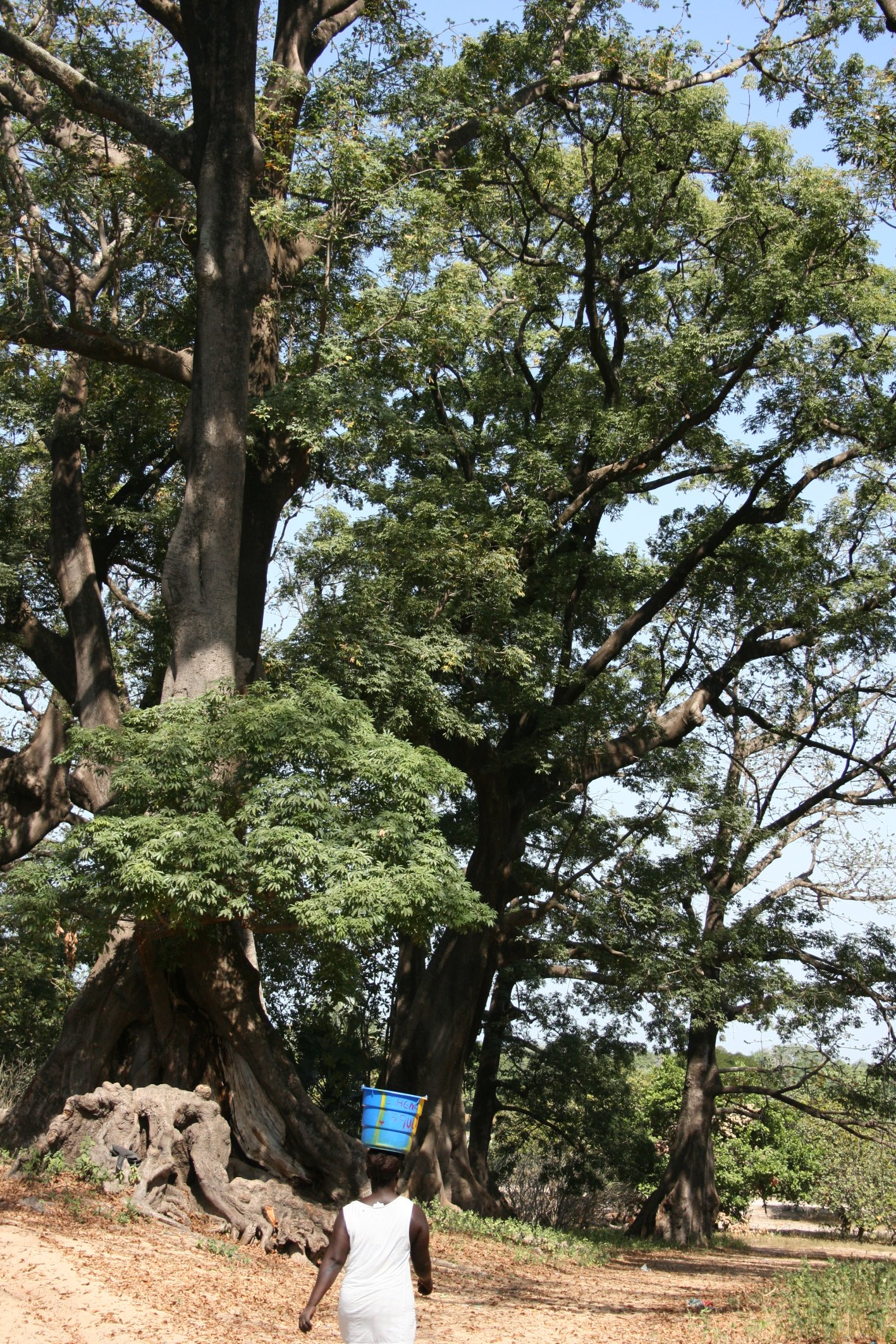
Un fromager près de Diembéring

La Communauté rurale de Diembéring est une communauté rurale du Sénégal, située à l'ouest de la Basse-Casamance, le long du littoral atlantique.

## Administration
La CR fait partie de l'arrondissement de Cabrousse, situé dans le département d'Oussouye, une subdivision de la région de Ziguinchor.
Son chef-lieu est Diembéring.
La communauté rurale compte une quinzaine de villages dont :
- Boucotte Diola
- Boucotte Wolof
- Bouyouye
- Cachouane
- Cap Skirring
- Karabane
- Diembéring
- Ehidje
- Kabrousse
- Gnikine
- Ourong
- Sifoca
- Wendaye

## Histoire

### Population
Lors du dernier recensement, la CR comptait 11 737 personnes et 1 633 ménages.